# Théodore Haas
Théodore Haas, né le 8 février 1861 à Jaegerthal (commune de Windstein dans le Bas-Rhin) et mort le 24 février 1933 à Strasbourg, est peintre animalier, illustrateur, enseignant.

## Biographie
Théodore Haas, arrière petit-fils de Jean Valentin Haas, naît au presbytère protestant de Jaegerthal. Il suit une formation artistique de 1880 à 1894 à l'Académie des beaux-arts de Stuttgart, à l'école des Beaux-Arts de Paris puis de l'académie des beaux-arts de Karlsruhe auprès du peintre animalier Hermann Baisch. 
Théodore Haas professeur de dessin à l'École supérieure des arts décoratifs de Strasbourg de 1901 à 1931 eut pour élèves Hans Haug et Jean Arp (1912/13).
Théodore Haas illustra la vie strasbourgeoise (menus et cartes postales dans un style classique réaliste et réalisa des aquarelles et huiles sur toile animalières. Théodore Haas participa à la Kunschthafe.

## Expositions
Théodore Haas exposa ses peintures paysages et animalières à Strasbourg ,; à la société des amis des arts (Gesellschaft für Kunstfreunde, présidée par Georges Ritleng) en 1886, 1895, 1901, 1904; au salon Grombach (10, rue Brûlée) en 1900 en compagnie de Lucien Blumer, Max Fischard, Wilhelm Haseman, Georges Ritleng et Emile Schneider, 1902, 1903, 1904 et de 190 à 1913 ; à l'invitation du comité exécutif composé de Gustave Krafft, Léon Hornecker et Émile Schneider, membres du groupe de Saint-Nicolas (Kuenstlervereinigung bey St Nicolaus)  renommé Société des artistes alsaciens en 1906 (siège 48, rue du Jeu-des-Enfants); au salon des artistes strasbourgeois (November Ausstellung);  premier salon en 1897 à l'hôtel de ville (avec les membres de la Revue Alsacienne Illustrée : Paul Braunagel, Léon Hornecker, Albert Koerttgé, Franz Laskoff (François Laskowski), Alfred Martzolff, Joseph Sattler, Charles Spindler); second salon en 1903 au palais Rohan; avec Anton Dieffenbach,  Henri Bischoff, Lucien Blumer, Léon Honecker, Karl Jordan (peintre historique 1863-?), Neukirch, Georges Ritleng, Léo Schnug, Gustave Stosskopf, Tanconville ; au salon d'art de la Revue Alsacienne Illustrée en 1905, galerie Bader-Nottin ; 23 rue de la Nuée-Bleue avec Léon Honecker, Albert Koerttgé, Gustave Kraft, Henri Loux, Lothar von Seebach, Charles Spindler et Gustave Stosskopf et à Mulhouse, Nancy, Karlsruhe et Paris en 1932 L'Alsace vue par les artistes (Galerie Bûcheron).